# Nils Liljeqvist
Nils Johan Rudolfsson Liljeqvist, född 3 mars 1903 i Ärtemark, Älvsborgs län, död 13 juli 1973 i Dals Långed, Älvsborgs län, var en svensk manusförfattare. 

## Filmmanus
- 1933 – Luftens vagabond[1]